# Emilia (växter)
Emilia är ett släkte av korgblommiga växter. Emilia ingår i familjen korgblommiga växter.

## Bildgalleri

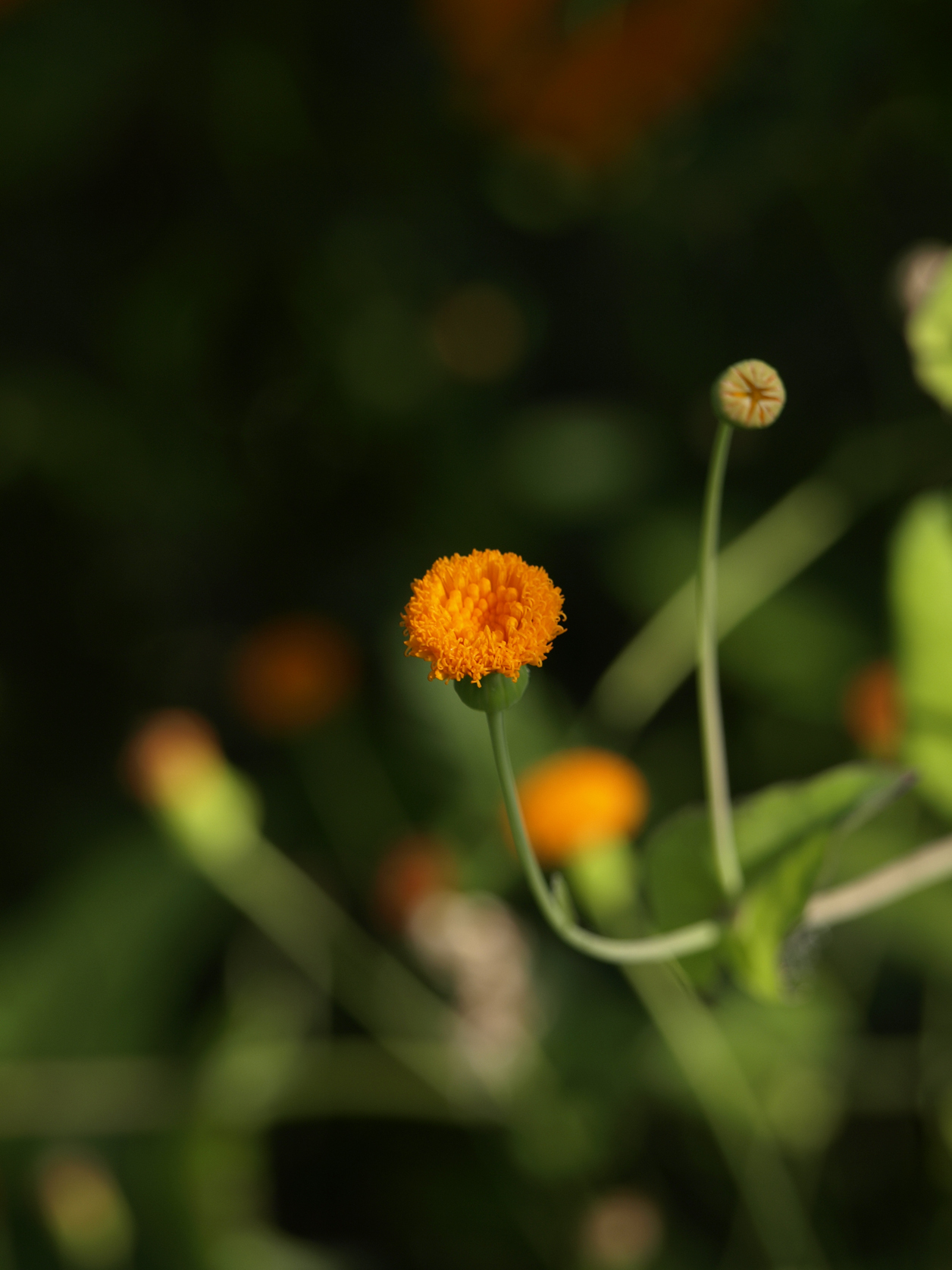
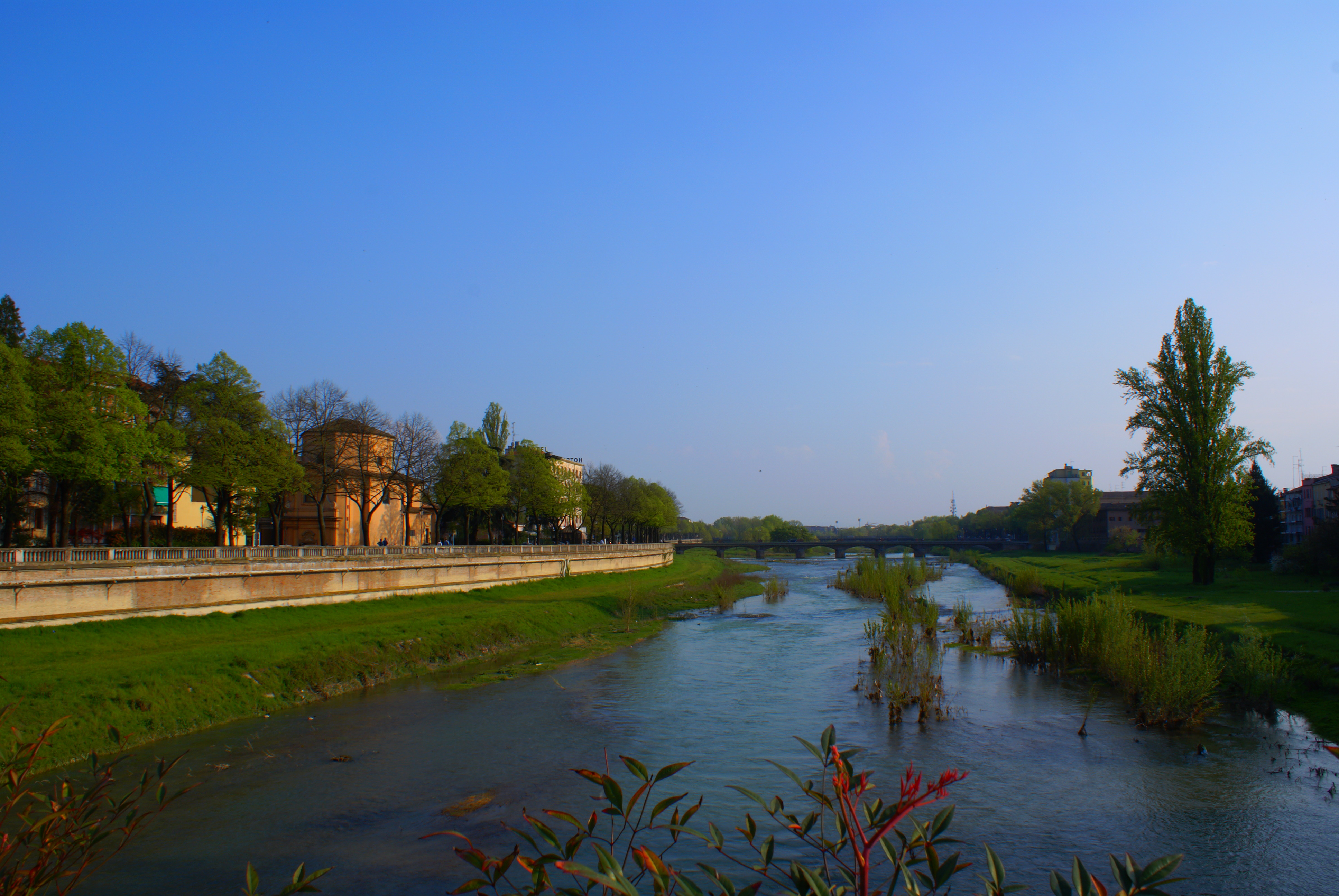
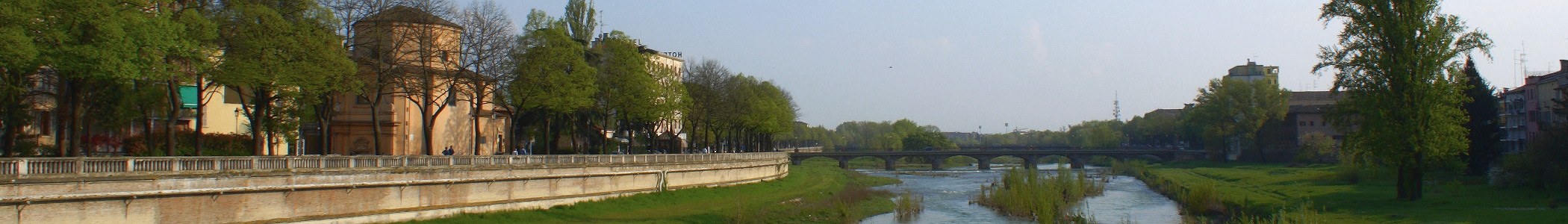
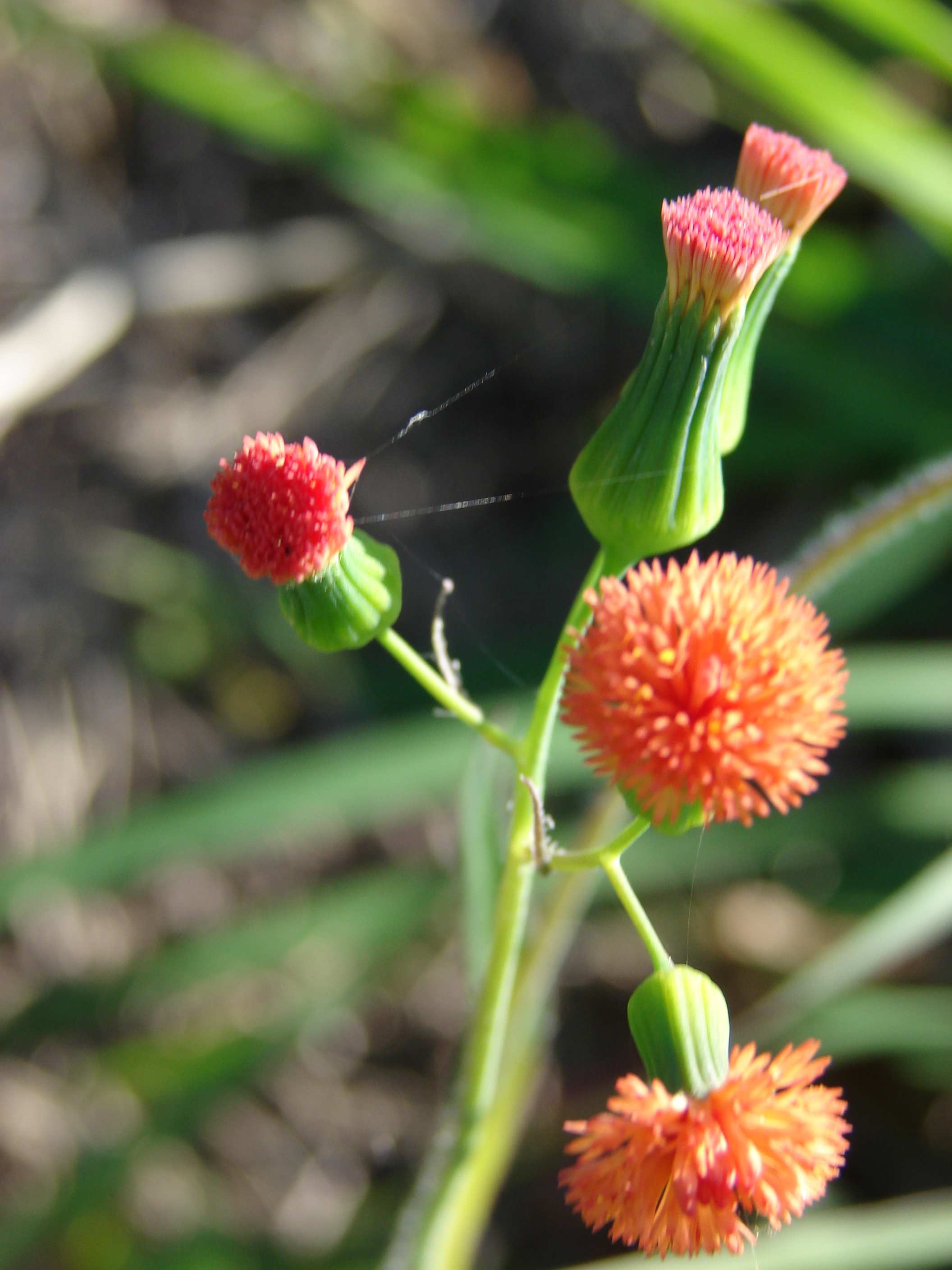

## Dottertaxa tillEmilia, i alfabetisk ordning[1]
- Emilia abyssinica
- Emilia adamagibaensis
- Emilia adscendens
- Emilia alstonii
- Emilia ambifaria
- Emilia arvensis
- Emilia aurita
- Emilia baberka
- Emilia baldwinii
- Emilia bampsiana
- Emilia basifolia
- Emilia bathiei
- Emilia baumii
- Emilia bellioides
- Emilia bianoensis
- Emilia brachycephala
- Emilia caespitosa
- Emilia capillaris
- Emilia cenioides
- Emilia chiovendeana
- Emilia citrina
- Emilia coccinea
- Emilia coloniaria
- Emilia crepidioides
- Emilia crispata
- Emilia cryptantha
- Emilia debilis
- Emilia decaryi
- Emilia decipiens
- Emilia discifolia
- Emilia djalonensis
- Emilia duvigneaudii
- Emilia emilioides
- Emilia exserta
- Emilia fallax
- Emilia flaccida
- Emilia fosbergii
- Emilia fugax
- Emilia gaudichaudii
- Emilia gossweileri
- Emilia graminea
- Emilia guineensis
- Emilia hantamensis
- Emilia helianthella
- Emilia herbacea
- Emilia hiernii
- Emilia hockii
- Emilia homblei
- Emilia humifusa
- Emilia infralignosa
- Emilia integrifolia
- Emilia irregularibracteata
- Emilia jeffreyana
- Emilia juncea
- Emilia kasaiensis
- Emilia khaopawtaensis
- Emilia kilwensis
- Emilia kivuensis
- Emilia lejolyana
- Emilia leptocephala
- Emilia leucantha
- Emilia libeniana
- Emilia limosa
- Emilia lisowskiana
- Emilia longifolia
- Emilia longipes
- Emilia longiramea
- Emilia lopollensis
- Emilia lubumbashiensis
- Emilia lyrata
- Emilia malaisseana
- Emilia marlothiana
- Emilia mbagoi
- Emilia micrura
- Emilia moutsamboteana
- Emilia myriocephala
- Emilia negellensis
- Emilia pammicrocephala
- Emilia parnassiifolia
- Emilia perrieri
- Emilia petitiana
- Emilia pinnatifida
- Emilia praetermissa
- Emilia prenanthoidea
- Emilia protracta
- Emilia pseudactis
- Emilia pumila
- Emilia ramulosa
- Emilia rehmanniana
- Emilia rigida
- Emilia robynsiana
- Emilia scabra
- Emilia schmitzii
- Emilia serpentina
- Emilia serpentinus
- Emilia serrata
- Emilia shabensis
- Emilia simulans
- Emilia somalensis
- Emilia sonchifolia
- Emilia speeseae
- Emilia subscaposa
- Emilia tenellula
- Emilia tenera
- Emilia tenuipes
- Emilia tenuis
- Emilia tessmannii
- Emilia transvaalensis
- Emilia tricholepis
- Emilia ukambensis
- Emilia ukingensis
- Emilia vanmeelii
- Emilia violacea
- Emilia zairensis
- Emilia zeylanica